# Tolypanthus esquirolii
Tolypanthus esquirolii là một loài thực vật có hoa trong họ Loranthaceae. Loài này được (H. Lév.) Lauener miêu tả khoa học đầu tiên năm 1982.